# Fußball-Bezirksliga Neubrandenburg 1962/63
Die Fußball-Bezirksliga Neubrandenburg 1962/63 war die 11. Austragung der vom Bezirksfachausschuss (BFA) Fußball Neubrandenburg durchgeführten Bezirksliga Neubrandenburg. Sie war die höchste Spielklasse im Bezirk Neubrandenburg und die vierthöchste im Ligasystem auf dem Gebiet des DFV.
In den Finalspielen um die Bezirksmeisterschaft standen sich der Vizemeister des Vorjahres die ASG Vorwärts Löcknitz als Sieger der Staffel 1 und die BSG Empor Neustrelitz als Sieger der Staffel 2 gegenüber. Nach einem 5:0-Heimsieg und einer anschließenden knappen Niederlage in Löcknitz, wähnte sich Neustrelitz als Bezirksmeister. Nachdem die II. DDR-Liga nach dieser Saison aufgelöst wurde, nahm Neustrelitz auch an der Qualifikationsrunde für die DDR-Liga teil, in der die Mannschaft die Gruppe A gewann und in den Entscheidungsspielen den Aufstieg perfekt machte.
Durch Fehler in verschiedenen Rechtsinstanzen wurde erst Ende Juli ein Urteil über das erste Endspiel um die Bezirksmeisterschaft gesprochen. Bei diesem Spiel wirkte beim Gastgeber der Spieler Max Landgraf unberechtigt mit, worauf das Spiel annulliert und Vorwärts Löcknitz zum Bezirksmeister erklärt wurde. Daraufhin wurden die bisher von Neustrelitz ausgetragenen Spiele in der Qualifikationsrunde annulliert und für Löcknitz neu angesetzt. In der Neuansetzung belegte die Mannschaft in der Gruppe A den dritten Rang und verpasste den Aufstieg.
In eine der untergeordneten Bezirksklassestaffeln stiegen die Vorjahresaufsteiger BSG Traktor Brüssow aus der Staffel 1 sowie die BSG Traktor Dargun und die BSG Lokomotive Neustrelitz aus der Staffel 2 ab. Im Gegenzug stiegen zur Folgesaison die ersten beiden Mannschaften der Bezirksliga-Aufstiegsrunde der Vorjahresabsteiger ASG Vorwärts Spechtberg und die BSG Traktor Spantekow als Bezirksliganeuling auf.
Aus der aufgelösten II. DDR-Liga kamen die BSG Lokomotive Waren-Rethwisch und die ASG Vorwärts Eggesin-Karpin dazu.

## Staffel 1

### Abschlusstabelle
| Pl. | Mannschaft              | Sp. | S  | U | N  | Tore    | Diff. | Punkte |
| --- | ----------------------- | --- | -- | - | -- | ------- | ----- | ------ |
| 1.  | ASG Vorwärts Löcknitz   | 20  | 12 | 5 | 3  | 047:200 | +27   | 29:11  |
| 2.  | BSG Lokomotive Anklam   | 20  | 11 | 6 | 3  | 044:190 | +25   | 28:12  |
| 3.  | BSG Einheit Templin     | 20  | 9  | 7 | 4  | 045:320 | +13   | 25:15  |
| 4.  | BSG Einheit Ueckermünde | 20  | 7  | 6 | 7  | 038:320 | +6    | 20:20  |
| 5.  | BSG Lokomotive Prenzlau | 20  | 8  | 3 | 9  | 044:400 | +4    | 19:21  |
| 6.  | SG Dynamo Pasewalk      | 20  | 7  | 5 | 8  | 027:330 | −6    | 19:21  |
| 7.  | BSG Stahl Torgelow      | 20  | 7  | 4 | 9  | 043:320 | +11   | 18:22  |
| 8.  | BSG Lokomotive Pasewalk | 20  | 7  | 4 | 9  | 035:370 | −2    | 18:22  |
| 9.  | BSG Traktor Jarmen      | 20  | 6  | 6 | 8  | 031:400 | −9    | 18:22  |
| 10. | BSG Empor Friedland     | 20  | 6  | 2 | 12 | 026:430 | −17   | 14:26  |
| 11. | BSG Traktor Brüssow (N) | 20  | 4  | 4 | 12 | 023:750 | −52   | 12:28  |

| (N) Aufsteiger aus der Bezirksklasse 1961/62 |

### Kreuztabelle
Die Kreuztabelle stellt die Ergebnisse aller Spiele dieser Saison dar. Die Heimmannschaft ist in der linken Spalte aufgelistet und die Gastmannschaft in der obersten Reihe.
| Bezirksliga Neubrandenburg Staffel 1 19. August 1962 – 26. Mai 1963 | Bezirksliga Neubrandenburg Staffel 1 19. August 1962 – 26. Mai 1963 | ASG Vorwärts Löcknitz | BSG Lokomotive Anklam | BSG Einheit Templin | BSG Einheit Ueckermünde | BSG Lokomotive Prenzlau | SG Dynamo Pasewalk | BSG Stahl Torgelow | BSG Lokomotive Pasewalk | JAR | BSG Empor Friedland | BRÜ |
| ------------------------------------------------------------------- | ------------------------------------------------------------------- | --------------------- | --------------------- | ------------------- | ----------------------- | ----------------------- | ------------------ | ------------------ | ----------------------- | --- | ------------------- | --- |
| 01.                                                                 | ASG Vorwärts Löcknitz                                               |                       | 3:2                   | 2:1                 | 1:1                     | 4:2                     | 4:0                | 3:0                | 5:0                     | 2:2 | 5:1                 | 1:0 |
| 02.                                                                 | BSG Lokomotive Anklam                                               | 2:0                   |                       | 2:2                 | 0:0                     | 2:1                     | 3:1                | 3:2                | 1:1                     | 2:0 | 1:2                 | 7:0 |
| 03.                                                                 | BSG Einheit Templin                                                 | 0:3                   | 0:1                   |                     | 2:1                     | 3:2                     | 1:1                | 5:2                | 3:1                     | 3:3 | 7:0                 | 1:1 |
| 04.                                                                 | BSG Einheit Ueckermünde                                             | 2:0                   | 1:4                   | 1:1                 |                         | 2:4                     | 0:1                | 2:2                | 3:1                     | 2:1 | 2:1                 | 7:0 |
| 05.                                                                 | BSG Lokomotive Prenzlau                                             | 1:5                   | 1:0                   | 2:2                 | 3:1                     |                         | 1:2                | 1:1                | 2:3                     | 3:2 | 2:1                 | 4:1 |
| 06.                                                                 | SG Dynamo Pasewalk                                                  | 3:3                   | 0:0                   | 4:1                 | 1:4                     | 1:3                     |                    | 1:0                | 1:3                     | 1:0 | 2:2                 | 1:1 |
| 07.                                                                 | BSG Stahl Torgelow                                                  | 2:1                   | 1:2                   | 1:2                 | 2:2                     | 4:2                     | 0:1                |                    | 0:3                     | 7:0 | 7:0                 | 4:1 |
| 08.                                                                 | BSG Lokomotive Pasewalk                                             | 0:1                   | 2:2                   | 3:6                 | 0:1                     | 2:2                     | 1:0                | 0:1                |                         | 1:2 | 2:1                 | 3:1 |
| 09.                                                                 | BSG Traktor Jarmen                                                  | 0:0                   | 0:3                   | 1:1                 | 1:1                     | 2:1                     | 1:0                | 1:1                | 2:7                     |     | 2:0                 | 7:1 |
| 10.                                                                 | BSG Empor Friedland                                                 | 0:3                   | 1:1                   | 0:1                 | 3:2                     | 2:1                     | 1:3                | 1:0                | 1:0                     | 1:2 |                     | 8:0 |
| 11.                                                                 | BSG Traktor Brüssow                                                 | 1:1                   | 1:6                   | 1:3                 | 4:3                     | 0:6                     | 4:3                | 1:6                | 2:2                     | 3:2 | (1)                 |     |

## Staffel 2

### Abschlusstabelle
| Pl. | Mannschaft                     | Sp. | S  | U | N  | Tore    | Diff. | Punkte |
| --- | ------------------------------ | --- | -- | - | -- | ------- | ----- | ------ |
| 1.  | BSG Empor Neustrelitz          | 22  | 15 | 4 | 3  | 068:210 | +47   | 34:10  |
| 2.  | BSG Fortschritt Malchow        | 22  | 13 | 5 | 4  | 055:290 | +26   | 31:13  |
| 3.  | BSG Lokomotive Malchin         | 22  | 12 | 6 | 4  | 050:360 | +14   | 30:14  |
| 4.  | SC Neubrandenburg II           | 22  | 12 | 5 | 5  | 051:230 | +28   | 29:15  |
| 5.  | BSG Demminer Verkehrsbetriebe  | 22  | 10 | 5 | 7  | 051:390 | +12   | 25:19  |
| 6.  | SG Dynamo Röbel                | 22  | 8  | 9 | 5  | 033:390 | −6    | 25:19  |
| 7.  | BSG Empor Altentreptow         | 22  | 8  | 3 | 11 | 037:510 | −14   | 19:25  |
| 8.  | BSG Einheit Teterow            | 22  | 7  | 4 | 11 | 039:490 | −10   | 18:26  |
| 9.  | BSG Traktor Nossentiner Hütte  | 22  | 7  | 3 | 12 | 032:470 | −15   | 17:27  |
| 10. | BSG Traktor Mirow              | 22  | 5  | 6 | 11 | 027:460 | −19   | 16:28  |
| 11. | BSG Traktor Dargun (N)         | 22  | 4  | 3 | 15 | 035:620 | −27   | 11:33  |
| 12. | BSG Lokomotive Neustrelitz (N) | 22  | 4  | 1 | 17 | 029:650 | −36   | 09:35  |

| (N) Aufsteiger aus der Bezirksklasse 1961/62 |

### Kreuztabelle
Die Kreuztabelle stellt die Ergebnisse aller Spiele dieser Aufstiegsrunde dar. Die Heimmannschaft ist in der linken Spalte aufgelistet und die Gastmannschaft in der obersten Reihe.
| Bezirksliga Neubrandenburg Staffel 2 19. August 1962 – 12. Mai 1963 | Bezirksliga Neubrandenburg Staffel 2 19. August 1962 – 12. Mai 1963 | NZ  | BSG Fortschritt Malchow | MC  | SC Neubrandenburg II | BSG Demminer Verkehrsbetriebe | SG Dynamo Röbel | AT  | BSG Einheit Teterow | NH  | MIR | DAR | NZ  |
| ------------------------------------------------------------------- | ------------------------------------------------------------------- | --- | ----------------------- | --- | -------------------- | ----------------------------- | --------------- | --- | ------------------- | --- | --- | --- | --- |
| 01.                                                                 | BSG Empor Neustrelitz                                               |     | 2:2                     | 7:0 | 3:0                  | 2:2                           | 5:0             | 6:0 | 4:2                 | 3:0 | 3:0 | 3:1 | 5:0 |
| 02.                                                                 | BSG Fortschritt Malchow                                             | 2:2 |                         | 2:2 | 1:4                  | 1:2                           | 6:0             | 4:1 | 1:0                 | 2:0 | 5:1 | 4:2 | 6:1 |
| 03.                                                                 | BSG Lokomotive Malchin                                              | 1:0 | 5:2                     |     | 1:2                  | 3:1                           | 2:2             | 3:0 | 4:3                 | 3:1 | 3:0 | 1:0 | 3:1 |
| 04.                                                                 | SC Neubrandenburg II                                                | 3:1 | 1:1                     | 3:3 |                      | 1:1                           | 1:1             | 8:2 | 5:0                 | 7:0 | 1:0 | 4:1 | 3:0 |
| 05.                                                                 | BSG Demminer Verkehrsbetriebe                                       | 2:2 | 0:1                     | 2:1 | 3:1                  |                               | 2:2             | 1:2 | 4:1                 | 6:2 | 2:2 | 0:2 | 4:1 |
| 06.                                                                 | SG Dynamo Röbel                                                     | 3:0 | 0:0                     | 1:1 | 1:2                  | 1:0                           |                 | 3:1 | 4:1                 | 1:1 | 1:0 | 1:1 | 2:2 |
| 07.                                                                 | BSG Empor Altentreptow                                              | 0:3 | 0:1                     | 2:2 | 0:2                  | 2:1                           | 3:1             |     | 3:0                 | 3:0 | 1:1 | 6:1 | 4:2 |
| 08.                                                                 | BSG Einheit Teterow                                                 | 0:1 | 3:2                     | 1:1 | 2:1                  | 5:1                           | 3:4             | 1:0 |                     | 1:1 | 2:3 | 4:4 | 3:0 |
| 09.                                                                 | BSG Traktor Nossentiner Hütte                                       | 1:3 | 1:3                     | 2:1 | 1:0                  | 0:1                           | 5:0             | 4:1 | 2:2                 |     | 1:2 | 3:1 | 3:1 |
| 10.                                                                 | BSG Traktor Mirow                                                   | 0:5 | 0:2                     | 1:2 | 0:0                  | 2:4                           | 1:1             | 2:2 | 0:2                 | 3:0 |     | 4:3 | 3:1 |
| 11.                                                                 | BSG Traktor Dargun                                                  | 1:4 | 2:5                     | 2:5 | 1:0                  | 3:4                           | 1:2             | 3:1 | 1:2                 | 0:3 | 2:2 |     | 3:2 |
| 12.                                                                 | BSG Lokomotive Neustrelitz                                          | 1:4 | 0:2                     | 1:3 | 0:2                  | 2:8                           | 1:2             | 2:3 | 3:1                 | 3:1 | 3:0 | 2:0 |     |

## Endspiele um die Bezirksmeisterschaft
Die beiden Staffelsieger ermittelten in Hin- und Rückspiel den Bezirksmeister.
| Datum                   | Sieger der Staffel 2  | Gesamt | Sieger der Staffel 1  | Hinspiel | Rückspiel |
| ----------------------- | --------------------- | ------ | --------------------- | -------- | --------- |
| So 19. Mai / Do 23. Mai | BSG Empor Neustrelitz | 0:1    | ASG Vorwärts Löcknitz | (2)      | 0:1       |

## Bezirksliga-Aufstiegsrunde
In der Aufstiegsrunde ermittelten die drei Sieger der Bezirksklassestaffeln die beiden Teilnehmer für die Bezirksligasaison 1963/64.

### Abschlusstabelle
| Pl. | Mannschaft                           | Sp. | S | U | N | Tore    | Diff. | Punkte |
| --- | ------------------------------------ | --- | - | - | - | ------- | ----- | ------ |
| 1.  | ASG Vorwärts Spechtberg (Staffel 2)  | 2   | 2 | 0 | 0 | 012:000 | +12   | 04:0   |
| 2.  | BSG Traktor Spantekow (Staffel 1)    | 2   | 1 | 0 | 1 | 002:100 | −8    | 02:20  |
| 3.  | BSG Traktor Strelitz-Alt (Staffel 3) | 2   | 0 | 0 | 2 | 000:400 | −4    | 0:40   |

### Kreuztabelle
Die Kreuztabelle stellt die Ergebnisse aller Spiele dieser Aufstiegsrunde dar. Die Heimmannschaft ist in der linken Spalte aufgelistet und die Gastmannschaft in der obersten Reihe.
| Bezirksliga-Aufstiegsrunde 9. Juni 1963 – 23. Juni 1963 | Bezirksliga-Aufstiegsrunde 9. Juni 1963 – 23. Juni 1963 | Spechtberg | Spantekow | Strelitz-Alt |
| ------------------------------------------------------- | ------------------------------------------------------- | ---------- | --------- | ------------ |
| 1.                                                      | ASG Vorwärts Spechtberg                                 |            | 10:00     | –            |
| 2.                                                      | BSG Traktor Spantekow                                   | –          |           | 2:0          |
| 3.                                                      | BSG Traktor Strelitz-Alt                                | 0:2        | –         |              |